# Anoplodactylus micros
Anoplodactylus micros is een zeespin uit de familie Phoxichilidiidae. De soort behoort tot het geslacht Anoplodactylus. Anoplodactylus micros werd in 1955 voor het eerst wetenschappelijk beschreven door Bourdillon. 